# Контрпартизанский самолёт

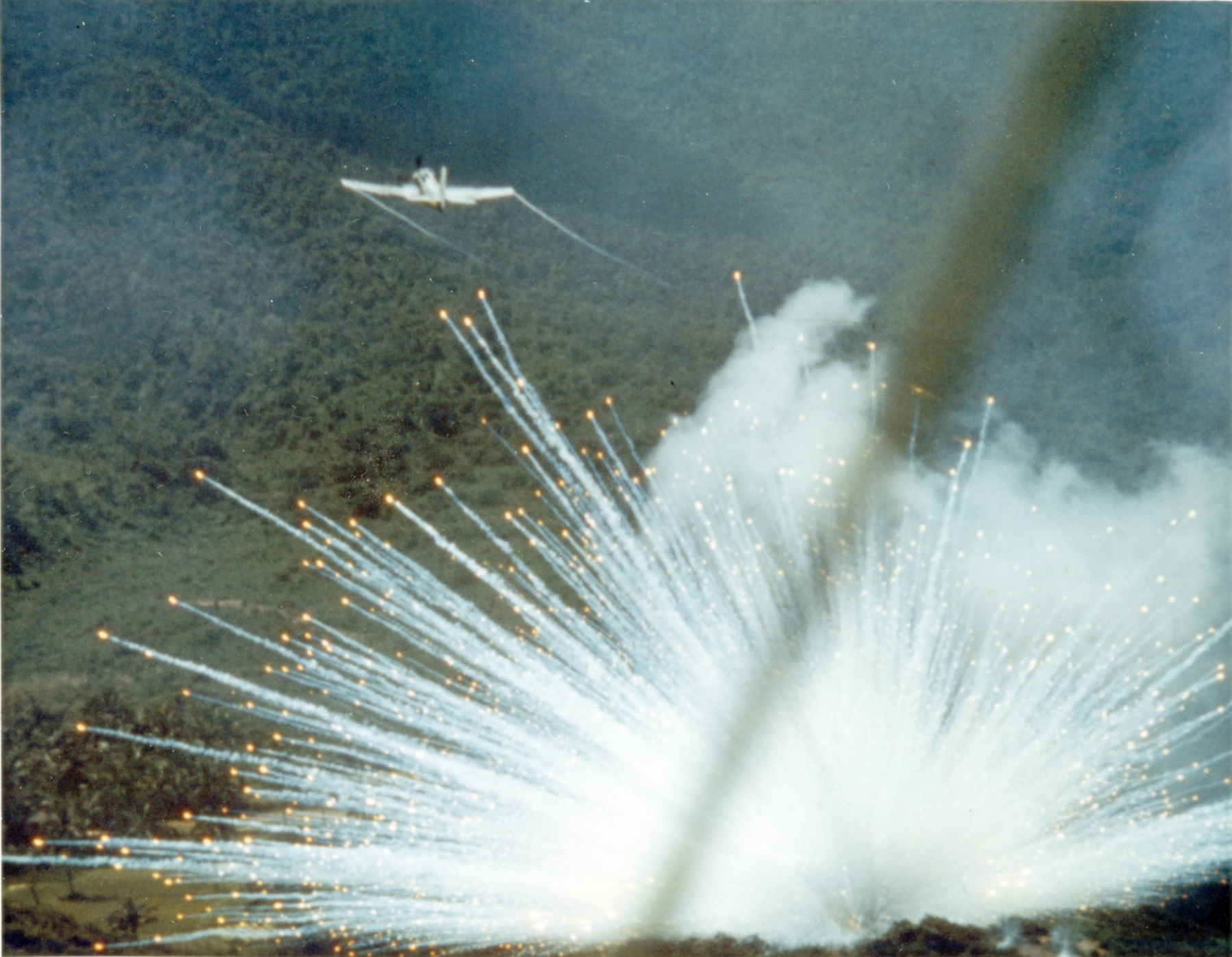
A-1 Skyraider сбросил на партизан фосфорную бомбу. Вьетнам, 1966 год

Контрпартизанский самолёт (противопартизанский самолёт) — штурмовик, специализированный для контрпартизанской борьбы.

## История специализации противопартизанского штурмовика

### Боевое применение устаревших самолётов

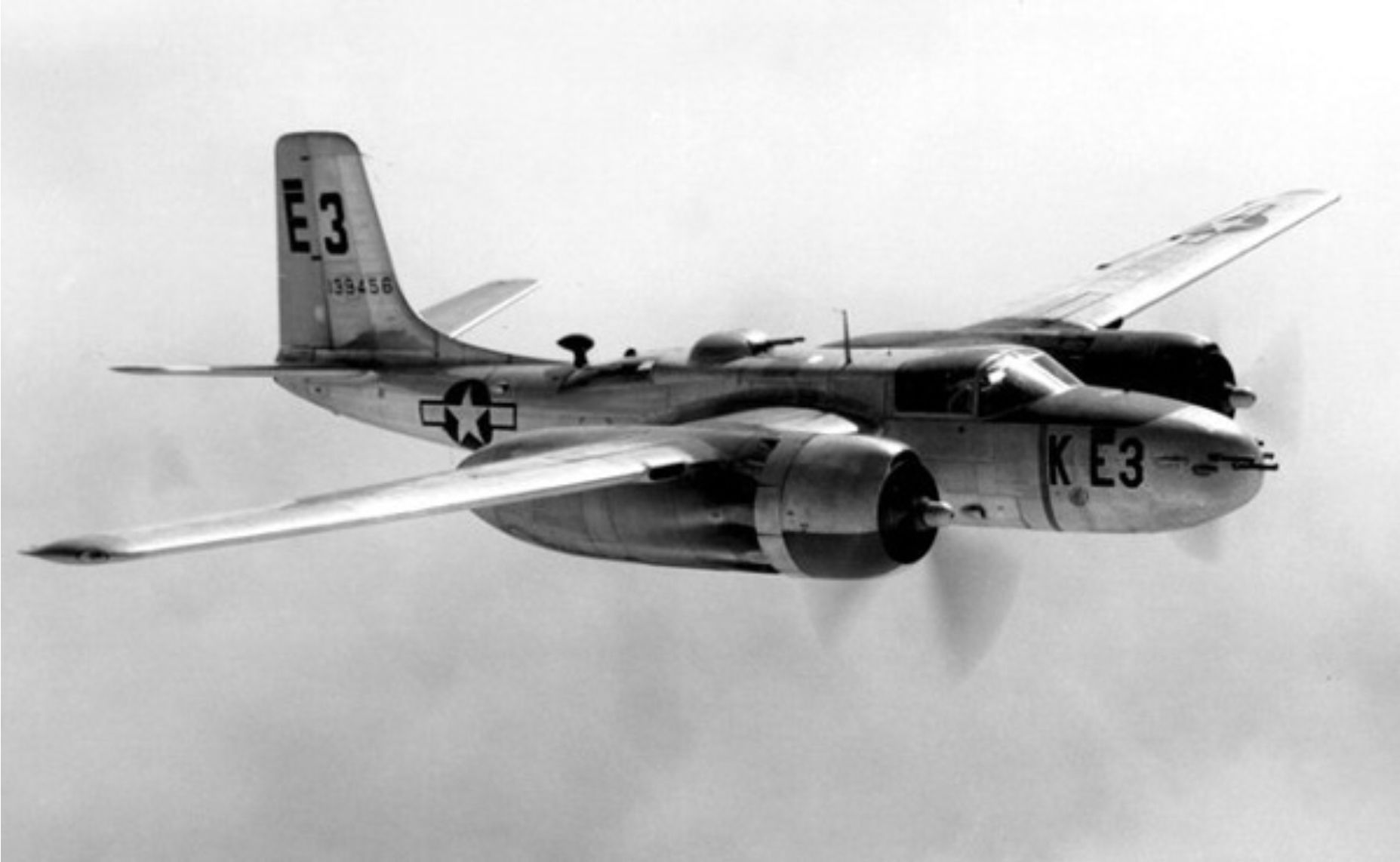
A-26 Invader во Вьетнаме

Первые контрпартизанские самолёты (хотя тогда они так не назывались), применявшиеся в межвоенный период в 1920-е и 1930-е гг. являлись наспех переоборудованными бипланами и монопланами, оснащёнными пулемётами и иногда обшитыми листами металла поверх корпуса в качестве противопульной защиты, применялись крупными европейскими державами в своих африканских, азиатских и ближневосточных колониальных владениях для подавления выступлений и мятежей местного населения, а также в ходе крупных колониальных войн против восставших, в частности, в ходе Третьей англо-афганской войны, Первой англо-иракской войны, Второй итало-эфиопской войны.
После Второй мировой войны наблюдался резкий подъём освободительных движений в колониях западноевропейских государств. Правительства колониальных держав предпринимали активные меры по подавлению часто возникавших мятежей в Латинской Америке, в Юго-Восточной Азии и в Африке.
Штурмовая авиация являлась эффективным средством в контрпартизанской войне, так как слабо вооружённым отрядам повстанцев, часто не имевшим средств зенитной артиллерии, нечем было отразить удары с воздуха. В 1940-е и в 1950-е годы задачи по уничтожению партизан эффективно выполняли поршневые штурмовики и бомбардировщики. С массовым поступлением в ВВС многих государств реактивных самолётов выяснилось, что для контрпартизанской борьбы они мало подходят, поскольку в отличие от поршневых самолётов имеют следующие недостатки:
- высокая скорость, осложнявшая разведку местности, прицеливание и бомбометание по наземным целям, сопровождение вертолётов поисково-спасательной службы;
- малое время полёта для патрулирования местности;
- высокие эксплуатационные затраты.

В связи с этим ВВС государств, которые вели частые боевые действия против партизан, вынуждены были использовать в качестве основного воздушного средства борьбы с повстанцами штурмовики и лёгкие бомбардировщики с поршневыми двигателями. К примеру, штурмовик A-36 Apache производства США (модификация P-51 Mustang), который производился до 1943 года, использовался в борьбе с повстанцами до конца 1960-х годов. По другим данным, ВВС Сальвадора использовали модификации P-51 Mustang до 1974 года
Контрпартизанский самолёт в современном понимании этого термина является продуктом Холодной войны, конца 1950-х — начала 1960-х гг. Сперва их применили французские войска в ходе Алжирской войны, за ними этот опыт переняли американцы в Юго-Восточной Азии в период Второй Индокитайской войны, так, в ходе Вьетнамской войны они вынуждены были применять против партизан лёгкий штурмовик Douglas A-1 Skyraider и тяжёлый штурмовик Douglas A-26 Invader. В связи с тем, что ресурс данных самолётов из-за усиленной эксплуатации исчерпывался, к воздушным ударам по партизанам были привлечены учебно-тренировочные самолёты T-28 Trojan.

### Разработка принципиального нового класса машин

#### Лёгкие штурмовики

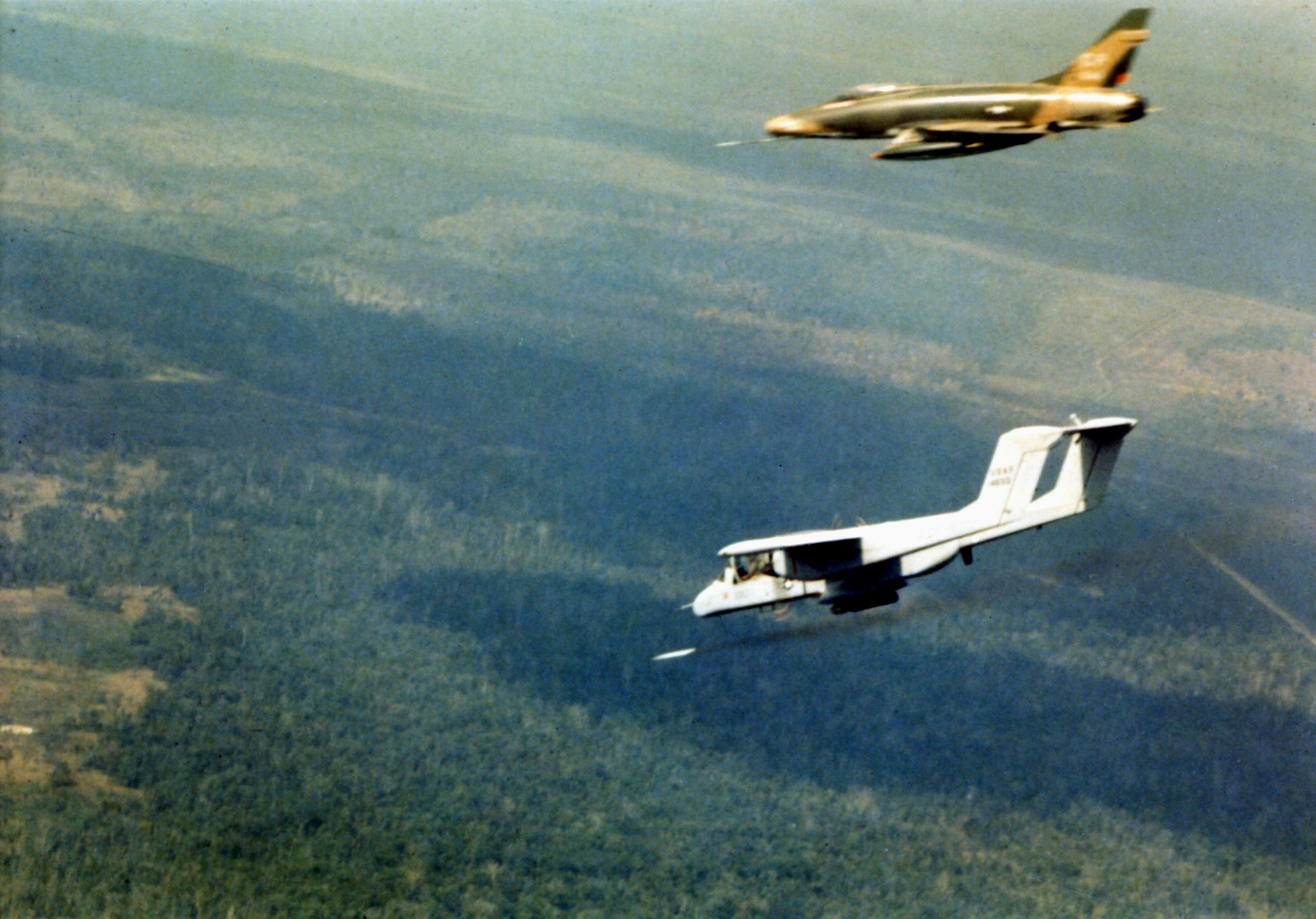
OV-10 Bronco выпускает ракету «воздух-земля».
Вьетнам. 1969 год

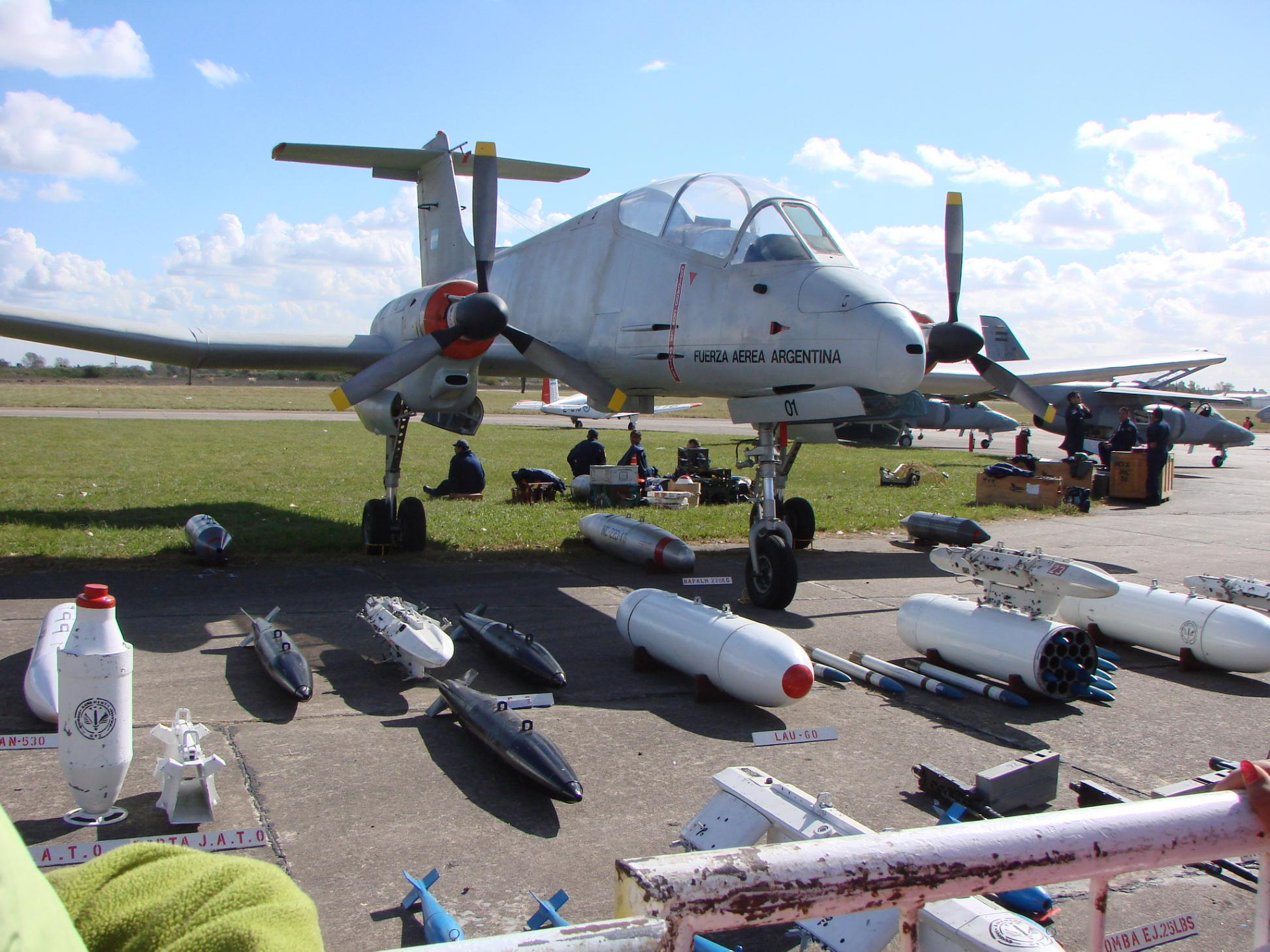
FMA IA 58 Pucará с арсеналом вооружения

Специфика борьбы с местными партизанскими элементами потребовала уже не переоборудованных гражданских самолётов, а специально созданных для этих целей военных самолётов, авиастроительным компаниям США и других стран НАТО были поставлены тактико-технические задания на разработку и испытания «контрповстанческих летательных аппаратов» (Counter-Insurgency Aircraft, сокр. COIN, от англ. counter-insurgency — контрпартизанская война), так как предполагалось, что таковым может быть не только самолёт, но и винтокрылый летательный аппарат типа вертолёта или конвертоплана. Основными заказчиками указанных проектов и программ выступали Армия, ВВС, ВМС и КМП США, а также Агентство по перспективным оборонным научно-исследовательским разработкам США (ДАРПА), которое активно финансировало и опекало многочисленные проекты подобного рода. Министерство обороны США неоднократно призывало подчинённые ему виды вооружённых сил сплотить свои усилия на создании единых общевойсковых контрпартизанских самолётов, но межвидовые противоречия с одной стороны и интересы воротил крупного военного бизнеса с другой препятствовали этому, в результате чего, каждый из перечисленных видов ВС имел собственных подрядчиков и собственные контрпартизанские самолёты (Армия — OV-1, ВВС — T-28, A-37, O-2).
Основными требованиями создания самолёта были:
- низкая стоимость изготовления;
- двухместная кабина тандемного размещения;
- возможность укороченного взлёта/посадки (не более 240 метров);
- возможность взлёта/посадки с грунтовых ВПП;
- возможность взлёта/посадки с палубы авианосца (в дальнейшем заказчик снял это требование);
- широкий обзор из кабины;
- возможность смены колёсного шасси на лыжи для взлёта/посадки на воду;
- возможность для установки различного вооружения и средств разведки;
- минимальное время полёта в патрулировании — 2 часа.

Победителем конкурса в августе 1964 года стал самолёт OV-10 Bronco компании North American Aviation, закупавшийся для трёх из четырёх перечисленных видов ВС. В боевых действиях данный самолёт был опробован Корпусом морской пехоты США во Вьетнаме 6 июля 1968 года.
По положительным итогам боевого применения OV-10 многие государства приняли решение о разработке данного типа. Следующим государством, создавшим специализированный контрпартизанский самолёт, стала Аргентина. Разработка самолёта началась в 1966 году, а в 1969 году прототип, получивший название FMA IA 58 Pucará, совершил свой первый полёт. В контрпартизанской войне эти самолёты применялись ВВС Колумбии и ВВС Шри-Ланки

#### Тяжёлые штурмовики

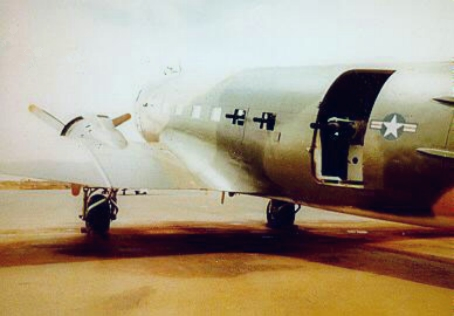
AC-47 на авиабазе Нячанг.
Южный Вьетнам. 1964 год

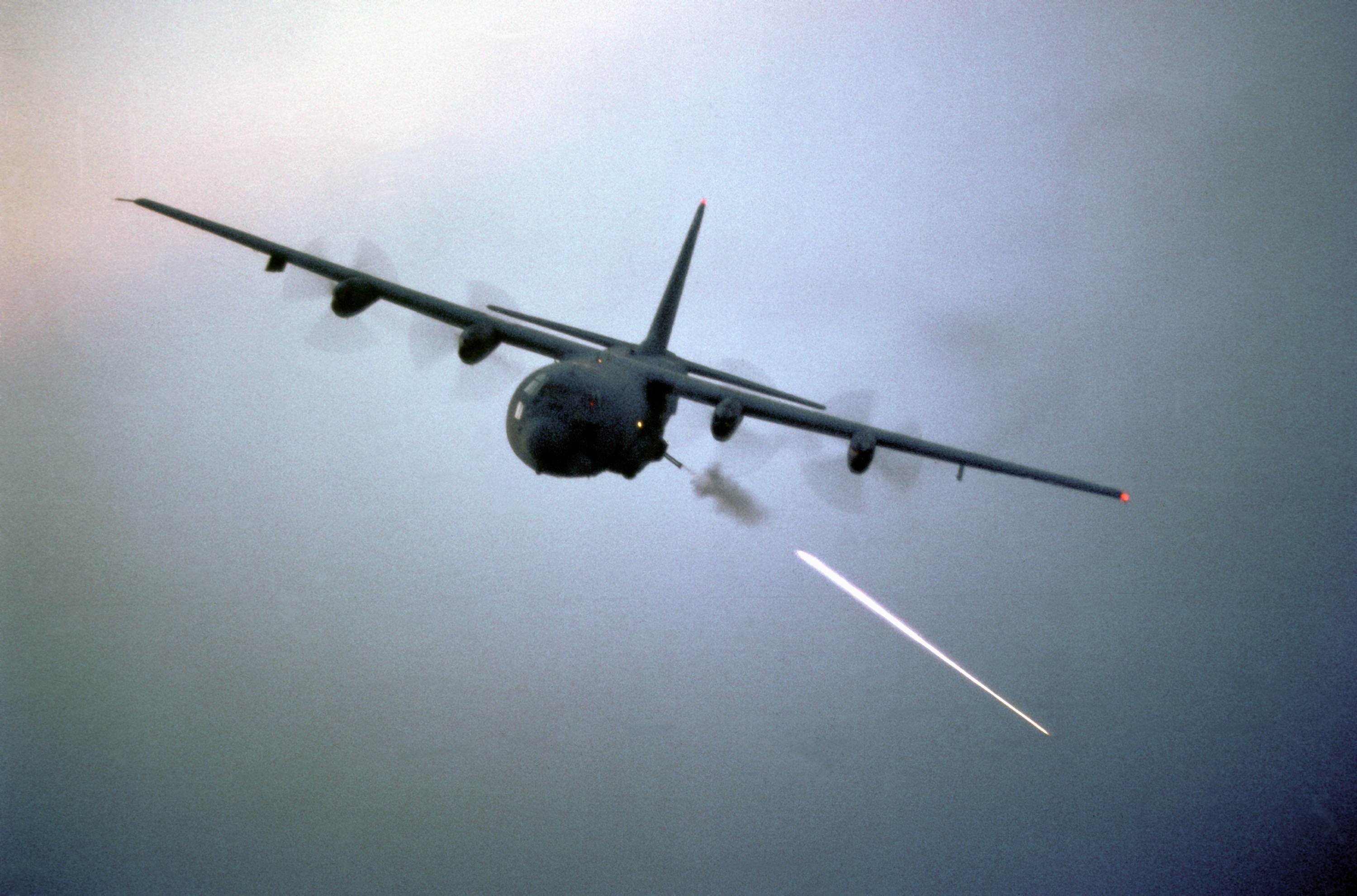
Тяжёлый штурмовик AC-130

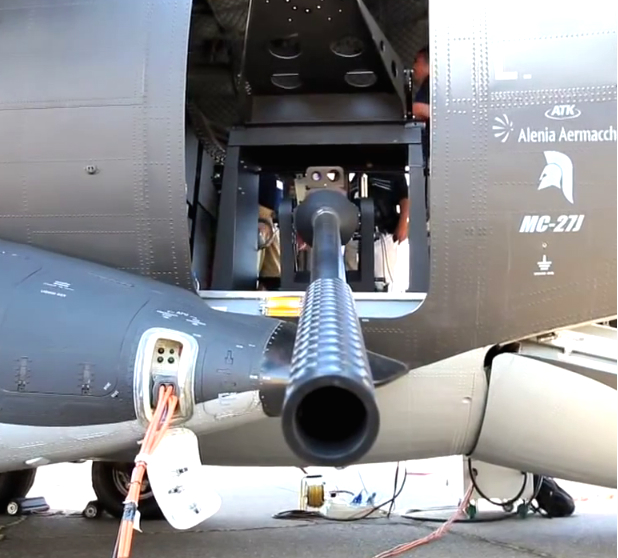
30 мм автоматическое орудие тяжёлого штурмовика Alenia C-27 Spartan

В ходе Вьетнамской войны главной проблемой для союзных войск являлась тропа Хо Ши Мина, по которой партизаны получали из Северного Вьетнама вооружение, боеприпасы, продовольствие, медикаменты и людские резервы. Союзным войскам требовалось перекрыть данный поток. Командование ВВС США решило, что большего эффекта при нанесении огня по партизанам можно добиться, применив многоствольные пулемёты, размещённые вдоль одного борта самолёта. Огонь при этом производился в момент виража самолёта над целью с небольшим креном на цель. Для подобного эксперимента требовался средний транспортный самолёт, поскольку имевшиеся на вооружении устаревшие поршневые бомбардировщики и штурмовики из-за небольшого сечения фюзеляжа не позволяли разместить такое вооружение вместе со стрелками.
Первым транспортным самолётом, переделанным в тяжёлый штурмовик, стала модификация самолёта Douglas C-47 Skytrain под названием AC-47 Spooky. На вооружении он имел три шестиствольных пулемёта калибра 7,62 мм. Впервые был опробован в боях во Вьетнаме в 1964 году.

Подобные тяжёлые штурмовики получили название «ганшип».
Успехи первых боевых вылетов AC-47 Spooky стимулировали командование ВВС США на создание «ганшипа» на платформе более тяжёлого транспортного самолёта. Следующим «ганшипом» в 1968 году стал AC-119G Shadow, созданный на базе транспортного Fairchild C-119 Flying Boxcar. В отличие от AC-47 Spooky, он имел на одну пулемётную установку больше, бронирование кабины пилотов, а также навигационное оборудование для ночных полётов.
По мнению командования ВВС США, на «ганшипы» требовалась установка более мощного пушечного вооружения, в связи с чем третьим транспортным самолётом, взявшим на себя функции тяжёлого штурмовика, стал Lockheed C-130 Hercules под модификацией AC-130. Впервые AC-130 был опробован в боевых действиях в октябре 1968 года во Вьетнаме. Вдобавок к имевшимся на AC-119G четырём пулемётным установкам, AC-130 получил четыре 20-мм автоматические пушки.
По мере эскалации конфликта по тропе Хо Ши Мина войска Северного Вьетнама стали перебрасывать танки Т-54 и ПТ-76 советского производства. 20-мм автоматические пушки на AC-130 не справлялись с бронёй этих танков. Также сложности у экипажей американских штурмовиков возникли с усилением средств ПВО партизанских отрядов, оборонявших эти пути. Требовалось перевооружение на орудия большей дальности и мощности, которые позволяли бы наносить урон противнику, не входя в зону огня ПВО партизан. В связи с этим в начале 1972 года появилась модификация АС-130Е, на которой были установлены две 20-мм автоматические пушки M61 Vulcan, 40-мм пушка Bofors L60 и 105-мм орудие М102.
Модификации АС-130 до сих пор используются в ВВС США. Из последних вооружённых конфликтов АС-130 широко использовались во время Войны в Афганистане в период с 2001 по 2014 годы и в уничтожении формирований ИГИЛ в Сирии и Ираке
Из других авиастроительных стран концепцию тяжёлого штурмовика на базе транспортного самолёта поддержала Италия. Представленный ей контрпартизанский тяжёлый штурмовик MC-27J Pretorian на базе транспортного Alenia C-27J Spartan был продемонстрирован в 2012 году.
По мнению западных экспертов основным фактором сдерживающим применение ганшипов в контрпартизанской борьбе является их уязвимость для зенитной артиллерии и зенитных ракет.

### Ситуация вВВС СССРиВВС РФ
В послевоенный период на западной части территории СССР действовали подпольные отряды националистических движений, которые оказывали советской власти вооружённое сопротивление. Подобные движения были в Прибалтике, Западной Украине и в Белоруссии. Характер противостояния не создавал ситуации, в которой возможно было применение боевой авиации против повстанцев. Как таковой, локализации партизанских отрядов не наблюдалось. Уничтожением и нейтрализацией повстанцев успешно занимались пограничные и внутренние войска. В связи с этим командование ВВС СССР не уделяло никакого внимания концепции противопартизанского самолёта. Более того, в 1956 году принимается новая военная доктрина, по которой из-за неправильной оценки мировых тенденций в боевой авиации, в ВВС СССР полностью ликвидируется штурмовая авиация в пользу развития тактического ракетного вооружения. Задача по уничтожению наземных целей средствами боевой авиации перекладывается на истребители-бомбардировщики.
К 1970 году командованием ВВС было решено возродить штурмовую авиацию и поручает ведущим авиаконструкторским бюро разработку штурмовика нового поколения. В итоге ОКБ Сухого представляет свою разработку Су-25, ОКБ Яковлева разработку для ВМФ — Як-38, а ОКБ Ильюшина представляет Ил-102, который был глубокой модернизацией Ил-40, разработанного до принятия военной доктрины 1956 года. Но все три машины были относительно скоростными реактивными самолётами, не отвечавшими требованиям контрпартизанского самолёта.
К 1978 году командование ВВС решило, что необходимо создание лёгкого штурмовика. Платформой для него был выбран спортивно-тренировочный поршневой Як-52. Начало Афганской войны только подтвердило необходимость такого самолёта для Вооружённых сил. Модификация лёгкого штурмовика получила название Як-52Б. В качестве вооружения под крыльями были установлены два блока УБ-32 для 57 мм ракет С-5. Но последовавшие испытания показали, что конструкция Як-52 не подходит для роли штурмовика, так как не обеспечивает устойчивость полёта при стрельбе. К 1983 году все работы по Як-52Б были свёрнуты.
К моменту распада СССР запросов от военных о создании специализированного контрпартизанского самолёта так и не поступило. Руководство ВВС СССР не проявило никакого интереса к созданию нового типа самолётов.
Несмотря на весь опыт ведения контрпартизанской борьбы на Северном Кавказе, подобная ситуация наблюдается и в России.

### Современная ситуация

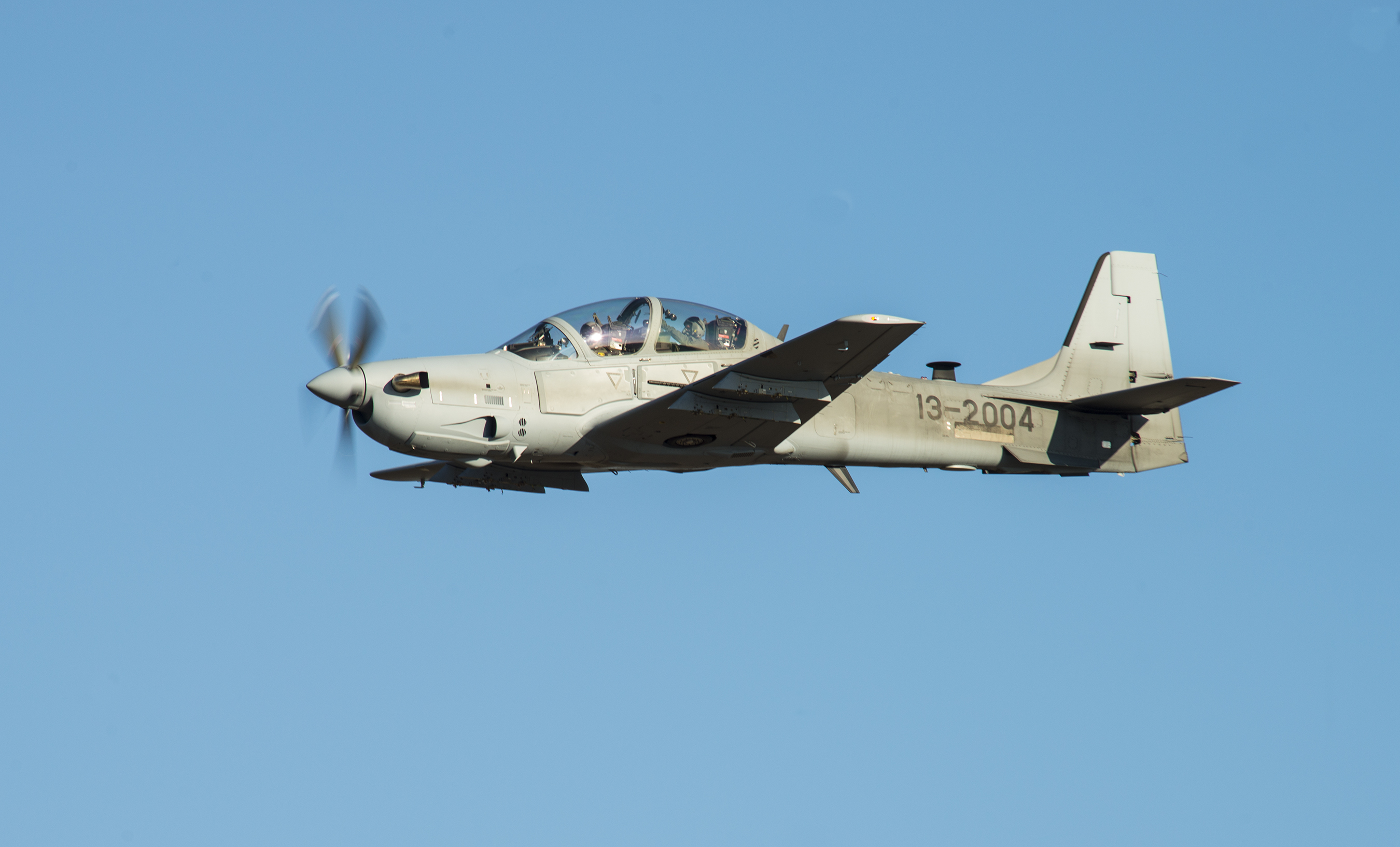
Штурмовик Embraer EMB 314 Super Tucano производства Бразилии

С развитием беспилотных летательных аппаратов, функции, выполняемые контрпартизанскими самолётами частично отошли к ним. Но, в отличие от самолётов, БПЛА имеют недостатки, которые поддерживают востребованность в специализированных штурмовиках на рынке оружия.
К таковым недостаткам БПЛА относятся:
- низкий боезапас;
- угроза потери управления при использовании противником средств РЭБ;
- зависимость надёжности управления от погодных условий.

Из современных разработок контрпартизанских самолётов можно отметить следующие:
- Бразилия — Embraer EMB 314 Super Tucano — первый полёт в 1999 году, использовался ВВС Колумбии в борьбе с партизанами[21];
- Италия — MC-27J Pretorian[итал.] — 2012;
- Сербия — UTVA Kobac[англ.] — 2013;
- Турция — TAI Hürkuş — 2013;
- ЮАР — AHRLAC — 2014;
- США — Archangel Border Patrol Aircraft[англ.] — 2015[22].